# Кар (Горња Вијена)
Кар (фр. Cars) је насељено место у Француској у региону Лимузен, у департману Горња Вијена.
По подацима из 2011. године у општини је живело 610 становника, а густина насељености је износила 36,48 становника/km².

## Демографија
| 1962. | 1968. | 1975. | 1982. | 1990. | 2011. |
| ----- | ----- | ----- | ----- | ----- | ----- |
| 582   | 571   | 627   | 586   | 551   | 610   |